# ペドロ・レビーラ
- ペドロ・リヴィラ
- ペドロ・レビージャ

ペドロ・パブロ・レビーラ・レイバ（Pedro Pablo Revilla Leyva、1999年3月23日 - ）は、キューバ共和国グアンタナモ州グアンタナモ出身の野球選手（一塁手、外野手）。右投右打。

## 経歴

### キューバ時代
2017年にセリエ・ナシオナル・デ・ベイスボルのインディオス・デ・グアンタナモと契約し、同年にデビューした。
2021-2022シーズンは74試合の出場で26本塁打を記録した。

### 中日時代
2022年5月28日に中日ドラゴンズとの育成契約が大筋合意に達していることが明らかとなった。その後、6月15日に正式に中日と育成選手契約を締結したことが発表された。7月27日に支配下選手登録された。背番号は94。入団会見では「1軍で出るのが目標だった。チームが支配下にしてくれて感謝したい」 「オオタニ選手のようになりたい」と語った。同月30日の広島東洋カープ戦（MAZDA Zoom-Zoom スタジアム広島）において「6番・左翼」で一軍デビューし、第二打席でドリュー・アンダーソンから、左翼席後方へ来日初安打となるソロ本塁打を放った。この試合の8回には九里亜蓮から適時打を打ち、2安打2打点を記録してチームの勝利に貢献。ヒーローインタビューを受けた。8月7日の横浜DeNAベイスターズ戦（バンテリンドーム ナゴヤ）ではフェルナンド・ロメロから先制点（決勝点）となる左前適時打を打って本拠地で初打点を記録した。同年は一軍では21試合に出場したが、最終的に打率.203、1本塁打、3打点という低調な成績に終わった。シーズン終了後は翌年は再び育成選手として契約する予定であることが複数のメディアで報じられ、12月1日には背番号が94から209に変更することが発表された。規約により12月2日に一旦自由契約公示された。
2023年3月24日、ウエスタン・リーグの対阪神タイガース第1回戦で、見逃した球をストライクと球審に判定されたことに対して、バットでラインを引く行為を働き、侮辱行為として退場を宣告された。二軍監督・片岡篤史は「判定に不服だったわけじゃなくて、ここのコースは振っちゃだめという目付けとして引いたみたい。日本ではそれが侮辱行為になるということは知らなかったみたい」と日本野球に対する認識不足だったと弁明した。同月27日、NPBより厳重注意と制裁金5万円を科すことが発表された。この年は48試合で打率.188、3本塁打の成績を残していたが、9月に突如音信不通となった。オフには、育成契約への切り替え後1年経過による自由契約となった。

### 中日退団後
中日退団後はドミニカ共和国に渡り、MLBとの契約に向けてトレーニングを続けている。

## 選手としての特徴
キューバ国内リーグでは1シーズン（74試合）で26本塁打を記録したパワーヒッターであり、捕手兼一塁手として試合に出場していた。中日時代の2022年は捕手は言語の壁などがあること、一塁手は4番打者であるダヤン・ビシエドが守っていたことから、立浪和義監督の方針で左翼手として起用された。8月5日の横浜DeNAベイスターズ戦（バンテリンドーム ナゴヤ）ではまずい守備があったが、その後は大西崇之外野守備走塁コーチとともに守備練習を重ね、同月17日の広島東洋カープ戦（MAZDA Zoom-Zoom スタジアム広島）では坂倉将吾の打球を跳びながら捕球する好守備を披露した。

## 詳細情報

### 年度別打撃成績
| 年 度     | 球 団     | 試 合 | 打 席 | 打 数 | 得 点 | 安 打 | 二 塁 打 | 三 塁 打 | 本 塁 打 | 塁 打 | 打 点 | 盗 塁 | 盗 塁 死 | 犠 打 | 犠 飛 | 四 球 | 敬 遠 | 死 球 | 三 振 | 併 殺 打 | 打 率 | 出 塁 率 | 長 打 率 | O P S |
| --------- | --------- | ----- | ----- | ----- | ----- | ----- | -------- | -------- | -------- | ----- | ----- | ----- | -------- | ----- | ----- | ----- | ----- | ----- | ----- | -------- | ----- | -------- | -------- | ----- |
| 2022      | 中日      | 21    | 66    | 64    | 1     | 13    | 2        | 0        | 1        | 18    | 3     | 0     | 0        | 0     | 0     | 2     | 0     | 0     | 30    | 3        | .203  | .227     | .281     | .509  |
| 通算：1年 | 通算：1年 | 21    | 66    | 64    | 1     | 13    | 2        | 0        | 1        | 18    | 3     | 0     | 0        | 0     | 0     | 2     | 0     | 0     | 30    | 3        | .203  | .227     | .281     | .509  |

- 2023年度シーズン終了時

### 年度別守備成績
| 年 度 | 球 団 | 外野  | 外野  | 外野  | 外野  | 外野  | 外野     |
| 年 度 | 球 団 | 試 合 | 刺 殺 | 補 殺 | 失 策 | 併 殺 | 守 備 率 |
| ----- | ----- | ----- | ----- | ----- | ----- | ----- | -------- |
| 2022  | 中日  | 19    | 26    | 0     | 0     | 0     | 1.000    |
| 通算  | 通算  | 19    | 26    | 0     | 0     | 0     | 1.000    |

- 2023年度シーズン終了時

### 記録

#### NPB
初記録
- 初出場・初先発出場：2022年7月30日、対広島東洋カープ16回戦（MAZDA Zoom-Zoom スタジアム広島）、6番・左翼手で先発出場
- 初打席：同上、2回表にドリュー・アンダーソンから二ゴロ併殺打[26][27]
- 初安打・初本塁打・初打点：同上、5回表にドリュー・アンダーソンから左越ソロ

### 背番号
- 212（2022年6月22日 - 7月26日）
- 94（2022年7月27日 - 同年終了）
- 209（2023年）